# Marie Bernadette Ouédraogo
 (mars 2025).
Œuvres principales
La Vengeance de Ruth, Le Malheur des uns
Marie Bernadette Ouédraogo, épouse Tiendrébéogo (née en 1958 en Guinée française), est une écrivaine et enseignante burkinabè. Professeure certifiée de lycée, elle est également connue pour ses œuvres littéraires qui mettent en lumière la richesse culturelle du Burkina Faso.

## Biographie

### Enfance et études
Marie Bernadette Ouédraogo est née en 1958 en Guinée française de parents burkinabè. Elle a effectué ses études primaires au Burkina Faso, d'abord à la mission de Guilongou, puis à Kaya. Elle a poursuivi ses études secondaires au Collège Notre Dame de Kologh Naba, avant de rejoindre le lycée Philippe Zinda Kaboré à Ouagadougou.Titulaire d'une licence en géographie obtenue à l'Université de Ouagadougou, elle devient professeure certifiée de lycée, contribuant ainsi à l'éducation dans son pays.

## Carrière littéraire
Marie Bernadette Ouédraogo s'est distinguée comme une figure importante de la littérature burkinabè, notamment par la publication de nouvelles et de romans. Écrivant parfois sous le pseudonyme Théodora de Kirig-Tinga, ses œuvres abordent des thématiques variées, allant des relations humaines aux réalités sociopolitiques du Burkina Faso.

## Distinctions
- 2024: Trophée d'hommage de la Plume d'Or

## Œuvres
- La Vengeance de Ruth et huit autres nouvelles (1998)[5],[6]
- Dulcinée Victoria et huit autres nouvelles (1998),
- Le Malheur des uns (1999)[7]
- L'homme-qui-vient-après-le-Président (2004, sous le nom de Théodora de Kirig-Tinga)[8],[9],[10],[11]
- Les Contes du terroir (2001)[12].